# Jekatyerina Valentyinovna Kovalevszkaja
Jekatyerina Valentyinovna Kovalevszkaja (oroszul: Екатерина Валентиновна Ковалевская, a nemzetközi szakirodalomban Ekaterina Kovalevskaya) (Rosztov-na-Donu, Szovjetunió, 1974. április 17. –) orosz sakkozónő, nemzetközi mester (IM), női nagymester (WGM), világbajnoki döntős (2004), Oroszország kétszeres női sakkbajnoka (1994, 2000), kétszeres Európa-bajnoki ezüstérmes (2000, 2001), csapatban háromszoros olimpiai ezüstérmes.
2004-ben világbajnoki döntőt játszott a bolgár Antoaneta Sztefanovával, amelyet elveszített, így a bolgár sakkozónő szerezte meg a világbajnoki címet. Emellett 2000-ben elődöntős, 2006-ban negyeddöntős volt a kieséses rendszerű világbajnokságokon.

### Ifjúsági eredményei
1990-ben az U16 korosztályos ifjúsági sakkvilágbajnokságon holtversenyben az 1−2. helyen végzett, és ezüstérmet szerzett. 1992-ben, 18 éves korában az U20 korosztályos junior sakk-Európa-bajnokságon holtversenyben a 2. helyet szerezte meg. 1993-ban az U20 junior sakkvilágbajnokságon a 9. helyen végzett. 1994-ben az U20 korosztályos junior sakk-Európa-bajnokságon holtversenyben 4−5. helyezett.

### Kiemelkedő versenyeredményei
1992.ben az 1. helyet szerezte meg a Melitopol kupáért folyó versenyen.
1994-ben nyerte meg először Oroszország női sakkbajnokságát, 1995-ben 3−6. helyezett, 1998-ban második, majd 2000-ben másodszor is bajnoki címet szerzett. 2005-ben Alekszandra Kosztyenyuk és Tatyjana Koszinceva mögött bronzérmes lett.
1996-ban Parnuban 2−6. helyezett, 2. helyen végzett a Rudenko-emlékversenyen Szentpéterváron, és 2. lett a moszkvai nemzetközi női versenyen is. 1997-ben a Decin Openen a férfimezőnyben a 2−6. helyet szerezte meg. 1998-ban Kisinyovban 2. helyezett, majd Rotterdamban az U26 világbajnokságon ismét második. Ugyanebben az évben megnyerte a Kstovóban rendezett nemzetközi női versenyt. 1999-ben Antoaneta Sztefanova mögött a második helyen végzett Groningenben. 2000-ben első helyen végzett a Belgrádban rendezett 33. női nemzetközi versenyen, majd a Halléban rendezett 5. Európa-kupa versenyen a 2−5. helyet szerezte meg.
2000-ben a kieséses rendszerben zajló I. női sakk-Európa-bajnokságon az első körben a grúz Salome Melia ellen 4−0-ra győzött, ugyanilyen arányban győzte le a második körben a többször is világbajnoki döntőt játszó Nana Alekszandriát, a harmadik körben az Anna Zatonskih ellen 3−1-es, majd az elődöntőben az exvilágbajnok Maia Csiburdanidze elleni 5−3-as győzelmével a döntőbe jutott, ahol 5−3 arányban maradt alul az ukrán Natalija Olekszandrivna Zsukova ellenében. 2001-ben a II. női sakk-Európa-bajnokságon holtversenyben az 1−7. helyen végzett, a holtversenyt eldöntő körmérkőzéses rájátszás után ezüstérmet szerzett. 2009-ben, a X. női sakk-Európa-bajnokságon holtversenyben 3−9. helyezett.
2002-ben a 32. Rilton-kupa nyílt versenyen a vegyes mezőnyben a legjobb női eredményként 4−6. helyen végzett. A 2003-ban a világ egyik legerősebb női nemzetközi versenyén, a North Urals Cup-on a 3. helyet szerezte meg. Solinban a 11. nemzetközi versenyen a férfiak között a 3. helyen végzett. 2004-ben a 2460 átlag-Élő-pontszámú 2. North Urals Cup nemzetközi női tornán a 2. helyet szerezte meg. A 2005-ben Shekiben rendezett nemzetközi női versenyen a 2. helyen végzett.

### Eredményei a világbajnokságokon
A világbajnoki versenysorozatban először a 2000-es kieséses rendszerű női sakkvilágbajnokságon indult, és rögtön az elődöntőig jutott, ahol a világbajnoki címet is megszerző Hszie Csüntől szenvedett vereséget.
A 2001-es sakkvilágbajnokságon a 3. körben a grúz Nino Khurtshidze ütötte el a továbbjutástól.
A 2004-es sakkvilágbajnokságon  a világbajnoki címért mérkőzhetett, miután az előcsatározások során legyőzte többek között az ukrán Katyerina Lahnót, valamint az első kiemelt Kónéru Hanpit is. A négyjátszmás döntőben a bolgár Antoaneta Sztefanova 2,5−0,5 arányban győzött és elhódította a világbajnoki címet. A világbajnoki döntőbe jutásért megkapta a nemzetközi mester (IM) címet.
A 2006-os sakkvilágbajnokságon a negyeddöntőben a később világbajnoki címet is elnyerő Hszü Jü-hua ütötte el a továbbjutástól.
Több év kihagyás után a 2012-es kieséses rendszerű sakkvilágbajnokságon indult ismét, de ezúttal  nem sikerült  a szereplése, mert az 1. körben rájátszás után kikapott az orosz Alisza Galljamovától.
A 2013-as női sakkvilágbajnokság ciklusában szabadkártyával vehetett részt a FIDE Women's Grand Prix 2011–12 versenysorozatán. 2011. szeptemberben  Sencsenben csak a 11., de októberben Nalcsikban már a 3−4., 2012. júliusban Jermukban a tizedik helyen végzett, összesített pontszáma alapján a tizenkettedik helyet szerezte meg.
A 2015-ös női sakkvilágbajnokságra a 2012-es sakk-Európa-bajnokságon elért eredményével szerzett kvalifikációt. Ezúttal a 2. körig jutott, ahol a litván Viktorija Čmilytė ütötte el a továbbjutástól.
A 2017-es női sakkvilágbajnokságra a 2015-9s sakk-Európa-bajnokságon elért eredményével kvalifikációt szerzett.

## Eredményei csapatban

### Sakkolimpia
1994−2006 között hat olimpián vett részt Oroszország válogatottjában, amelyek közül csapatban  az 1998-as, a 2002-es és a 2006-os sakkolimpián ezüst-, a 2000-es és a 2004-es sakkolimpián bronzérmet nyert. Egyéni teljesítménye alapján az 1998-as sakkolimpián bronzérmet szerzett.

### Sakkcsapat-világbajnokság
A nemzeti sakkcsapatok világbajnokságán 2007-ben és 2009-ben szerepelt Oroszország válogatottjában, és a csapat mindkétszer ezüstérmes lett, egyéniben 2007-ben aranyérmet szerzett.

### Sakkcsapat-Európa-bajnokság
A nemzeti sakkcsapatok Európa-bajnokságán 2005-ben és 2007-ben szerepelt az orosz válogatottban, amely 2005-ben bronz-, 2007-ben aranyérmet nyert.

### Kiemelkedő eredményei klubcsapatokban
A Női Klubcsapatok Európa-Kupájában 1996 óta tizenöt alkalommal szerepelt. 1999-ben a Rudenko School Kherson csapatával aranyérmes, 2000-ben a Mikhail Chigorin St. Petersburg és 2005-ben a Suth Ural Chelyabinsk csapatával ezüst-, 1996-ban az Empils Rostov-na-Donu, 2006-ban az SK T-Com Podgornica, 2013-ban és 2014-ben az SSM RGSU Moscow csapatával bronzérmet szerzett. Egyéni teljesítménye alapján 2000-ben, 2002-ben és 2008-ban arany-, 1999-ben ezüst-, 2203-ban, 2007-ben, 2009-ben, valamint 2012-ben és 2013-ban bronzérmes lett.
Az orosz premier ligában 1996-ban a DON-Sdy uSSHor Rosztov-na-Don csapatával és teljesítménye alapján egyénileg is bronzérmet nyert.
A brit Four Nations Chess League küzdelmeiben 2005-ben a Wood Green London csapatával aranyérmet szerzett.

## Játékereje
A Nemzetközi Sakkszövetség (FIDE) 2016. decemberre érvényes ranglistája szerint 2430 Élő-ponttal a női világranglista 43. helyén állt. Legmagasabb Élő-pontszáma 2507 volt, amellyel 2001. júliusban rendelkezett, és ezzel érte el a legjobb világranglista helyezését is, a 7. helyet.